# ぼくたちのチーム
『ぼくたちのチーム』（Handsome Devil）は、2016年のアイルランドのコメディドラマ映画。
日本では劇場公開されず、Netflixで配信された。

## ストーリー
ラグビー人気の高い寄宿制男子校に通うネッドはゲイであることを理由にいじめられていた。
そんなある日、ラグビーのスター選手であるコナーが転校してくる。
相部屋となったネッドとコナーはお互いにルームメイトの変更を望んだが、音楽を通して次第に友情を深めていく。
新任の国語教師シェリーの提案で二人はコンテストで弾き語りをすることになるが、ネッドはある夜、街中でコナーの姿を見つける。

## キャスト
※括弧内は日本語吹替
- ネッド: フィオン・オシェイ（英語版）（河西健吾）
- コナー: ニコラス・ガリツィン（松田修平）
- シェリー: アンドリュー・スコット - 国語教師（桐本拓哉）
- パスカル: モー・ダンフォード - ラグビー部コーチ（白熊寛嗣）
- ウォルター: マイケル・マケルハットン - 校長（野島昭生）
- ウィズル: ルアイリ・オコナー（英語版）
- ウォレス: マーク・ラヴェリー（横田大輔）
- ヴィクター: ジェイ・ダフィー（平修）

## サウンドトラック
- My Perfect Cousin(The Undertones)
- Sucking It Out(The Shaker Hymn)
- Thirteen(Big Star)
- Desire As(プリファブ・スプラウト)
- Think For a Minute(The Housemartins)
- It's Yours(David Kitt)
- Obscurity Knocks(トラッシュキャン・シナトラズ)
- The Russians Are Coming(Val Bennett)
- Go or Go Ahead(ルーファス・ウェインライト)